# Шебуранов, Яков Емельянович
Яков Емельянович Шебуранов (08.10.1867 — 25.11.1921) — русский военный деятель, полковник (1910 г.). Герой Первой мировой войны.

## Биография
После получения образования в в Саратовском Александровском ремесленном училище поступил в Казанское военное училище по окончании которого в 1887 году был произведён в подпоручики и выпущен в Устюжский 104-й пехотный полк. В 1891 году произведён в поручики, в 1900 году в штабс-капитаны. В 1904 году произведён в капитаны.
С 1904 года участник Русско-японской войны в составе Перновского 3-го гренадерского полка — ротный командир, в 1905 году произведён в подполковники с назначением —  батальонным командиром, в боях получил ранение.

Высочайшим приказом от 21 сентября 1907 года за храбрость награждён Золотым оружием «За храбрость»: 
Подполковнику 3-го гренадерского Перновского короля Фридриха-Вильгельма IV полка Якову Шебуранову, за отличия в делах против японской императорской армии и проявленные при этом героизм
В 1910 году произведён в полковники. С 1914 года участник Первой мировой войны, командир Никольского 211-го пехотного полка 53-й пехотной дивизии. 21 февраля 1915 года попал в плен при окружении 20-го армейского корпуса. Высочайшим приказом от 1 июня 1915 года был исключён из списков без вести пропавшим.

 
Высочайшим приказом от 25 апреля 1915 года  за храбрость был награждён орденом Святого Георгия 4-й степени: 
Командиру 211-го пехотного Никольского полка, Якову Шебуранову, за то, что 30-го августа 1914 года, командуя отрядом, отступавшим из Краупишкена к Куссену, при появлении с фланга неприятеля превосходной силы, быстро выдвинул на позицию часть отряда и, задержав первый натиск противника, дал возможность всему отряду избежать грозившей опасности и, продолжая в течение ночи на 31 августа удерживать занятую им позицию, способствовал отходу отряда на предназначенную позицию, причём, когда оборонявший позицию отряд был охвачен противником с фланга и являлась серьёзная опасность отряду быть окружённым, принял меры к спасению знамени и в полном порядке вывел отряд
В германском плену находился с 8 февраля 1915 г. по 8 ноября 1917 г. Был интернирован в Дании как больной с 9 ноября 1917 по 9 апреля 1918 г. Вернулся в Россию 25 апреля 1918 г..
Умер 25 ноября 1921 г. Адрес: г. Сочи, ул. Пограничная, д. 10. Причина смерти: паралич сердца. 53 года. Свидетельство о смерти № 1643 выдал врач Лоренц, адрес: ул. Покровская д. 10. Место погребения: Сочинское кладбище. Заявление о смерти сделала Лебедева В(арвара), ул. Пограничная д. 10. Выпись из регистрационной книги о смертях за 1921 год. Выдано из Сочинского Подотдела записей актов гражданского состояния. 30 ноября 1921 г. №1323.

## Награды
- Орден Святого Станислава 2-й степени с мечами (ВП 1905)
- Орден Святой Анны 2-й степени (ВП 1906)
- Золотое оружие «За храбрость» (ВП 1907)
- Орден Святого Владимира 4-й степени с мечами и бантом (ВП 1912)
- Орден Святого Георгия 4-й степени (ВП 25.04.1915)
- Орден Святого Владимира 3-й степени с мечами (ВП 20.05.1915)